# ÖBB 698
Die ÖBB 698.01 ist eine 1941 von Henschel unter der Fabriknummer 27501 hergestellte ehemalige deutsche Bn2t-Heeresfeldbahnlok mit der Nummer 16752, die als Musterlok für die Heeresfeldbahn gebaut wurde. 
Der 160 PS starke Zweikuppler basierte technisch auf der „Helfmann“-Type von Henschel und hatte Elemente anderer HF-Lokomotiven verbaut, blieb jedoch genau so wie die im selben Jahr gebaute ÖBB 898.01 ein Einzelstück. Die Lokomotive verblieb nach dem Zweiten Weltkrieg in Österreich und erhielt bei den Österreichischen Bundesbahnen die Nummer 698.01. Sie wurde aufgrund ihrer niedrigen Höchstgeschwindigkeit von lediglich 25 km/h vor allem in St. Pölten Alpenbahnhof im Verschubdienst eingesetzt und war ab 1962 in Waidhofen an der Ybbs stationiert, im Jahr 1969 wurde sie ausgemustert. 
Anschließend wurde sie als Denkmal in Stadt Haag und später (historisch nicht korrekt) als Erinnerung an die Salzkammergut-Lokalbahn beim Gasthaus Zehetner in Pfandl bei Bad Ischl aufgestellt. Seit 2017 steht sie vor dem Bahnhof Bad Ischl unter Dach, zusammen mit einem originalen zweiachsigen Personenwagen der SKGLB von 1893. Laut einer Plakette auf dem Zylinder wurde die heute im Besitz des Technischen Museum Wien stehende Maschine im Jahr 1991 restauriert.